# Eugenia wilsonella
Eugenia wilsonella là một loài thực vật có hoa trong Họ Đào kim nương. Loài này được Fawc. & Rendle mô tả khoa học đầu tiên năm 1926.